# Marian Hoefnagel
Marian Hoefnagel (Amsterdam, 14 januari 1950) is schrijfster van boeken voor tieners. De boeken van Marian Hoefnagel gaan over onderwerpen die tieners bezighouden: verliefd worden, uitgaan, verkering krijgen, vrijen en 'de eerste keer'. En over problemen die daarmee te maken hebben: bedrogen worden, incest, homoseksualiteit, alcohol- en drugsgebruik, zwangerschap, loverboys, uitgehuwelijkt worden en eerwraak.
Hoefnagel is leerkracht Nederlands en taalkundige. Zij werkt sinds 1989 op het A.G. Bell College in Amsterdam.

### Eigen werk
- Spoorloos  (BB2 Reeks: 2019)
- Bloedmooi  (BB2 Reeks: 2019)
- Cleopatra (14 de tijd van je leven, 2019)
- Geen gezicht (BB2 Reeks: 2019)
- Te jong (BB2 Reeks: 2018)
- Vooruit (BB2 Reeks: 2017)
- Topscorer (BB2 Reeks: 2017)
- Weg van jou (Reality Reeks: 2017)
- Vlucht uit Sint-Petersburg (14, de tijd van je leven, 2017)
- Een soldaat in huis (14, de tijd van je leven, 2016)
- Romeinse tweeling (14, de tijd van je leven, 2015)
- Loverboy (Reality Reeks, 2015)
- Als slavin geboren (14, de tijd van je leven, 2014)
- Vakantie in Samara (Reality Reeks, 2013)
- Zwarte Magie (BB Reeks: 2013)
- Uitgehuwelijkt (BB Reeks: 2013)
- De perfecte misdaad (BB Reeks: 2012)
- De Leugen (BB Reeks: 2012)
- Oppassen (BB Reeks: 2012)
- Drama (Reality Reeks: 2012)
- Bolbliksem (BB Reeks: 2011)
- De Ruimtereis (BB Reeks: 2011, 2015)
- Transfer (BB Reeks: 2011, 2013)
- De Kloof (BB Reeks: 2011, 2013)
- Doe normaal! (Reality Reeks: 2011, 2012, 2019)
- Dubbelliefde (Reality Reeks: 2010)
- Hard tegen hard (Reality Reeks: 2010, 2015, 2019)
- Onder Druk (Reality Reeks: 2009, 2013, 2020)
- Buitenspel (Reality Reeks: 2009, 2011, 2014, 2019)
- Kelly's dagboek (Scharlaken Koord: 2008)
- Topmodel (Reality Reeks: 2008, 2010, 2019)
- Een gevaarlijke vriend (Reality Reeks: 2008, 2010, 2019)
- De nieuwe buurt (Reality Reeks: 2008, 2009, 2019)
- Anne Frank, haar leven (Leeslicht: 2008, 2012, 2014, 2016)
- Met alle geweld (Reality Reeks: 2007, 2008, 2012)
- 16 & zwanger, wat nu? (Reality Reeks: 2006, 2008, 2012, 2019)
- Blauwe maandag (Reality Reeks: 2006, 2008, 2010)
- Hey Russel (Reality Reeks: 2006, 2006, 2010, 2019)
- Blowen (Troefreeks: 2005, 2009)
- Mooi Meisje (Reality Reeks: 2005, 2005, 2006, 2008, 2011)
- Twee Liefdes (Troefreeks: 2004, 2008)
- Chatten (Reality Reeks: 2004, 2006, 2007, 2011)

### Boeken voor tieners, volwassenen en NT2'ers

#### Eigen werk
- Onverwacht (Kompas: 2017)
- De belofte (Reeks Leeslicht: 2014)
- Geweten (Reeks Misdadig: 2012)
- De huwelijksreis (Serie Amsteldijk: 2010)
- Een keurig meisje (Serie Amsteldijk: 2010)
- Doe maar gewoon (Serie Amsteldijk: 2010)
- De vlucht van Said (Serie Amsteldijk: 2010)

#### Bewerkingen/hertalingen
- Sprookjes van Grimm (Volksverhalen, 2022)
- Valse papieren (14, de tijd van je leven, 2022)
- Oorlogswinter (Leeslicht YA, 2022)
- Mijn naam is Anne (Lezen voor iedereen: 2021)
- Anne Frank in het kort (Lezen voor iedereen: 2021)
- Finse dagen (Leeslicht: 2021)
- Orpheus in de onderwereld (Beroemde liefdesverhalen: 2017)
- Lieveling (Leeslicht: 2017)
- Mijn loverboy (Scharlaken Koord: 2016)
- De woeste hoogte (Beroemde liefdesverhalen: 2016)
- Hemelen (Misdadig: 2016)
- Op hoop van zegen (Literatuur voor beginners: 2016)
- Voor ik doodga (Leeslicht: 2015)
- Kees de jongen (Literatuur voor beginners: 2015)
- Reinaart de Vos (Literatuur voor Beginners: 2014)
- Max Havelaar (Literatuur voor Beginners: 2014)
- Gijsbrecht van Amstel (Literatuur voor Beginners: 2014)
- Tijl Uilenspiegel (Literatuur voor Beginners: 2014)
- Stuk (Misdadig: 2013)
- Floris en Fleur (Beroemde Liefdesverhalen: 2012)
- Haar naam was Sarah (Leeslicht: 2012)
- Bobo en: Mazzel en pech (Serie Hoogspanning: 2011)
- Als broer en zus (Serie Hoogspanning: 2011)
- Retourtje Curacao (Serie Hoogspanning: 2011)
- Vader en zoon en: Dik (Serie Hoogspanning: 2011)
- Zomerhuis met zwembad (Leeslicht: 2011)
- Het diner (Leeslicht: 2010, 2011, 2015)
- Komt een vrouw bij de dokter (Leeslicht: 2009, 2012)
- Tweestrijd (Misdadig: 2009)
- Tristan en Isolde (Beroemde Liefdesverhalen: 2009)
- De voorlezer (Leeslicht: 2009, 2012)
- Twee Vrouwen (CPNB: 2008)
- Romeo en Julia (Beroemde Liefdesverhalen: 2008)
- Hittegolf (Misdadig: 2007, 2009)
- Zijn mooiste model (Troefreeks: 2006)

### Vertalingen naar Duits
- Rache (2013)
- Tristan und Isolde (2014)
- Romeo und Julia (2013)
- Topmodel, Angst vor der Waage (2010)
- Hitzewelle (2008, 2012)
- Anne Frank, ihr Leben (2008, 2011)

### Vertalingen naar Engels
- Respect (Reality Bites: 2017)
- Anger Issues (Reality Bites: 2017)
- Offside (Reality Bites: 2017)
- Born a slave (Fourteen The time of your life: 2017)
- Fleeing from Saint Petersburg (Fourteen The time of your life: 2017)
- Roman Twins (Fourteen The time of your life 2017)
- Anne Frank, her life (2008)

### Vertalingen naar Spaans
- Ana Frank, su vida (2010)
- Onda de calor (2008)

### Vertalingen naar Catalaans
- Anna Frank, la seva vida (2009)